# 877 (číslo)
Osm set sedmdesát sedm je přirozené číslo. Římskými číslicemi se zapisuje DCCCLXXVII a řeckými číslicemi ωοζʹ. Následuje po čísle osm set sedmdesát šest a předchází číslu osm set sedmdesát osm.

## Matematika
877 je:
- Deficientní číslo
- Prvočíslo
- Nešťastné číslo

## Astronomie
- (877) Walküre je planetka hlavního pásu, kterou objevil v roce 1915 Grigory Neujmin

## Roky
- 877
- 877 př. n. l.